# A la vuelta de la esquina (película de 1938)
A la vuelta de la esquina es una comedia musical estadounidense de 1938 dirigida por Irving Cummings y escrita por Ethel Hill, Darrell Ware y J. P. McEvoy, basada en la novela Lucky Penny de Paul Gerard Smith. La película está protagonizada por Shirley Temple como la joven Penny Hale, quien debe afrontar las consecuencias después de que su padre arquitecto se vea obligado por las circunstancias a aceptar un trabajo como conserje. Fue la cuarta y última colaboración cinematográfica entre Temple y Bill Robinson.

## Trama
Penny Hale asiste a una escuela privada para niñas cuando le informan que su matrícula ha terminado y que regresará a casa para vivir con su padre viudo, Jeff Hale. Ella acepta esta revelación como una buena noticia, sin saber que su padre, un destacado arquitecto, se encuentra en una situación financiera desesperada y ya no puede pagar la matrícula de Penny. Además, Jeff ha perdido su ático y su coche, pero ha conseguido un trabajo humilde en el edificio como conserje, por lo que él y Penny seguirán teniendo un hogar: Jeff y Penny residen ahora en un pequeño sótano. Aunque Jeff se siente humillado por este revés en su carrera, Penny, siempre optimista, ve este cambio en su vida como una aventura. Penny a menudo se enfrenta a Waters, un empleado del edificio demasiado servicial, que intenta mantenerla alejada de los lugares del edificio que solía frecuentar cuando su papá era rico.

Jeff tiene una relación sentimental con Lola, la sobrina de la desagradable mujer que ahora ocupa su antiguo departamento. El tío de Lola, Samuel Henshaw, es un importante financiero que en su día contrató a Jeff para diseñar un gran proyecto inmobiliario, pero lo abandonó. Penny también se hace amiga del hermano de Lola, Milton, un chico algo mimado y afeminado. Penny le ayuda a deshacerse de su aspecto remilgado y snob, cortándole sus prominentes rizos, en un intento por hacerle parecer más  "hombre fuerte".
Jeff, desanimado, le explica a Penny que Estados Unidos está sumido en la Gran Depresión porque el Tío Sam está siendo acosado por demasiada gente que quiere su dinero. Le muestra una caricatura de un periódico que ilustra esta idea. Penny descubre que Samuel Henshaw es conocido como «Tío Sam» por sus sobrinos y que se parece mucho al simbólico Tío Sam de la caricatura del periódico. Penny cree, de forma divertida, que Samuel Henshaw es en realidad el Tío Sam. Henshaw considera volver a contratar a Jeff y asignarle un proyecto en la lejana Borneo para mantenerlo alejado de Lola.

Poco después, Penny ve a Henshaw siendo abordado por un grupo de reporteros insistentes. Los ayuda a alejarse con unas patadas certeras en las espinillas. Penny le dice a Henshaw que lo comprende por todos los que intentan sacarle dinero al "Tío Sam". El irascible Henshaw le toma cariño. Finalmente, decide organizar un evento benéfico para Henshaw, cobrando cinco centavos por persona por un espectáculo que incluye una actuación de canto y baile a cargo de ella y del cabo Jones, el portero del edificio. Esto impresiona tanto a Samuel Henshaw que anuncia que el proyecto de construcción que había abandonado se reanudará con Jeff a cargo. Jeff y Lola planean casarse.

## Elenco
- Shirley Temple como Penny Hale
- Joan Davis como Kitty
- Charles Farrell como Jeff Hale
- Amanda Duff como Lola Ramsby
- Bill Robinson como el cabo Jones
- Bert Lahr como Gus
- Franklin Pangborn como Waters
- Cora Witherspoon como la tía Julia Ramsby
- Claude Gillingwater Sr. como Samuel G. Henshaw
- Bennie Bartlett como Milton Ramsby

## Producción
La relación entre los Temple y el director de Fox , Darryl F. Zanuck, dio un giro irreparable durante la producción. La madre de Temple, Gertrude, insatisfecha con el guion y el reparto, programó una tensa reunión con Zanuck para expresarle su frustración. Insatisfecha con su respuesta, acudió al presidente del estudio, Joseph Schenck, quien apoyó a Zanuck y se negó a hablar del asunto con él. La comunicación directa finalmente se rompió, lo que marcó el inicio de una serie de acontecimientos que finalmente llevaron a los padres de Temple a rescindir su contrato en 1940. 
Zanuck fichó a Charles Farrell para lo que se esperaba fuera un papel que lo llevara a regresar. El director Irving Cummings localizó a Farrell en un club de ráquetbol y lo tomó completamente por sorpresa con la oferta. Sin embargo, el intento de regreso nunca se materializó, ya que su carrera llegaría a su fin a finales de la década.  La perra de Temple, Ching-Ching II, fue contratada como extra por 5 dólares. Cuando el guion exigía que lo bañara en una escena, Temple logró negociar 2,50 dólares adicionales. 